# چارلز گارنر (بازیکن فوتبال)
چارلز گارنر (انگلیسی: Charles Garner؛ زادهٔ) بازیکن فوتبال است.
از باشگاه‌هایی که در آن بازی کرده‌است می‌توان به باشگاه فوتبال پورت ویل اشاره کرد.